# مود فون روزين
مود فون روزين (بالسويدية: Maud von Rosen)‏ هي فارسة سباق سويدية، ولدت في 24 ديسمبر 1925 في ستوكهولم في السويد.

## وصلات خارجية
- مود فون روزين على موقع اللجنة الأولمبية الدولية (الإنجليزية)
- مود فون روزين على موقع أوليمبيديا (الإنجليزية)
- مود فون روزين على موقع اللجنة الأولمبية السويدية (السويدية)